# U-554
Unterseeboot 554 foi um submarino alemão do Tipo VIIC, pertencente a Kriegsmarine que atuou durante a Segunda Guerra Mundial.

## Comandantes
| Comandante                  | Data                                         |
| --------------------------- | -------------------------------------------- |
| Kptlt. Dietrich Lohmann     | 15 de janeiro de 1941 - 25 de junho de 1941  |
| Heinz Stein                 | 26 de junho de 1941 - março de 1942          |
| Oblt. Claus von Trotha      | março de 1942 - setembro de 1942             |
| Kptlt. Karl-Hartwig Sieboid | 14 de novembro de 1942 - 2 de julho de 1944  |
| Oblt. Gottfried Stolzenburg | julho de 1944 - 18 de novembro de 1944       |
| Kptlt. Ernst-Wolfgang Rave  | 19 de novembro de 1944 - 22 de março de 1945 |
| Oblt. Werner Remus          | março de 1945 - 2 de maio de 1945            |

## Subordinação
Durante o seu tempo de serviço, esteve subordinado às seguintes flotilhas:
| Período                                     | Flotilha                                      |
| ------------------------------------------- | --------------------------------------------- |
| 15 de janeiro de 1941 - 30 de junho de 1944 | 14. Unterseebootsflottille (treinamento)      |
| 1 de julho de 1944 - 1 de fevereiro de 1945 | 22. Unterseebootsflottille (submarino escola) |
| 1 de fevereiro de 1945 - 2 de maio de 1945  | 31. Unterseebootsflottille (treinamento)      |